# Dalegor
Dalegor – staropolskie imię męskie. Składa się z członu Dale- ("daleki, odległy"; może też "oddalać, odsuwać") i -gor ("goreć, palić się").  Mogło oznaczać "tego, który oddala pożogę".
Dalegor imieniny obchodzi 22 sierpnia.